# Норберт Геффлінг
Норберт Геффлінг (рум. Norberto Höfling, нар. 20 червня 1924, Чернівці — пом. 18 квітня 2005, Брюгге, Бельгія) — радянський і румунський футболіст, що грав на позиції нападника. По завершенні ігрової кар'єри — футбольний тренер.

## Спортивна кар'єра
Народився 20 червня 1924 року в Чернівцях. За непідтвердженими даними тренувався у складі однієї з київських команд. У складі чернівецького «Динамо» брав участь у Спартакіаді УРСР 1945 року. У підсумку його команда посіла друге місце.
У 1946 році переїхав до Румунії. Виступав за команду «Чіоканул» із Бухареста. У першому сезоні ввійшов до трійки найкращих бомбардирів ліги (22 голи). У розпалі наступного чемпіонату перейшов до угорського МТК. За клуб із Будапешта забив 23 голи в 24 матчах.
Після першого кола чемпіоната 1948/49 італійський «Лаціо» посідав останнє місце і потребував кадрового підсилення. У ті роки в Серії А грало багато угорців. Ймовірно хтось з них підказав президенту римської команди Ремо Дзенобіо про результативного форварда МТК. Дебют відбувся 13 лютого 1949 року в Бергамо. Поєдинок з місцевою «Аталантою» завершився внічию (1:1). Таким чином Норберт Геффлінг став першим футболістом, які народилися на території сучасної України, в італійській Серії А. В третьому матчі відкрив рахунок забитим голам в чемпіонаті Італії. 13 березня «Лаціо» вдома зіграв внічию з лідером чемпіонату «Торіно», а Геффлінг вразив ворота суперника на 41-й хвилині. У підсумку римський клуб посів тринадцяте місце.
На полі Геффлінг відмінно вибирав позицію, чітко розраховував свої дії, навіть забивши гол не посміхався і не виказував емоцій. Виступав на позиції лівого або центрального форварда. У повсякденному житті був мовчазним, намагався бути непоміченим. Наступні два сезони були найкращими в його спортивній біографії. «Лаціо» фінішував у Серії А на четвертому місці. Хеффлінг чудово взаємодіяв з новачком, парагвайцем Діонісіо Арсе.
1951 року уклав контракт з клубом «Про Патрія», у складі якого провів три сезони в Серії А і один у лізі рангом нижче. Всього за команду з Бусто-Арсіціо провів у чемпіонаті Італії 119 матчів і забив 32 голи.
В сезоні 1955/56 виступав за клуб «Ланероссі» (9 матчів, 1 гол). Влітку 1956 року перебував у треневальному таборі міланського «Інтера», але через ліміт легіонерів з ним контракт не підписали, і Норберт Геффлінг завершив виступи на футбольному полі.

## Тренерська діяльність
Розпочав тренерську кар'єру невдовзі по завершенні кар'єри гравця, 1957 року, очоливши тренерський штаб клубу «Брюгге».
В подальшому очолював команди клубів «Феєнорд», «Дарінг», «Андерлехт», «Остенде» та «Гент».
Останнім місцем тренерської роботи був клуб «Про Патрія», команду якого Норберт Геффлінг очолював як головний тренер до 1981 року.
Помер 18 квітня 2005 року на 81-му році життя у місті Брюгге.

## Титули і досягнення
- Володар Кубка Бельгії (1):

«Брюгге»: 1968 (як тренер)

## Статистика
| Команда               | Сезон             | Ліга              | Матчі | Голи |
| --------------------- | ----------------- | ----------------- | ----- | ---- |
| «Чіоканул» (Бухарест) | 1946/47           | Дивізія А         | 24    | 22   |
| «Чіоканул» (Бухарест) | 1947/48           | Дивізія А         | 9     | 2    |
| МТК (Будапешт)        | 1947/48           | НБ 1              | 12    | 12   |
| МТК (Будапешт)        | 1948/49           | НБ 1              | 12    | 11   |
| «Лаціо» (Рим)         | 1948/49           | Серія A           | 10    | 1    |
| «Лаціо» (Рим)         | 1949/50           | Серія A           | 29    | 13   |
| «Лаціо» (Рим)         | 1950/51           | Серія A           | 33    | 11   |
| «Про Патрія»          | 1951/52           | Серія A           | 30    | 7    |
| «Про Патрія»          | 1952/53           | Серія А           | 27    | 6    |
| «Про Патрія»          | 1953/54           | Серія B           | 31    | 11   |
| «Про Патрія»          | 1954/55           | Серія А           | 31    | 8    |
| «Ланероссі»           | 1955/56           | Серія А           | 9     | 1    |
| Усього за кар'єру     | Усього за кар'єру | Усього за кар'єру | 257   | 105  |